# Mathias Wahl
Mathias Wahl (22. října 1815 Obenberg – 19. srpna 1885) byl rakouský politik z Horních Rakous, v 2. polovině 19. století poslanec Říšské rady.

## Biografie
Byl synem majitele nemovitostí z Obenbergu u Riedu v Horních Rakousích. V roce 1838 převzal po otci správu rodinného statku. Později nabyl sňatkem i další statek v Marbachu u Riedu. V roce 1842 se stal členem obecního výboru v rodné obci a v letech 1850–1857 zde byl starostou, později obecním radním.
18. března 1861 a opět 28. ledna 1867 byl zvolen na Hornorakouský zemský sněm za kurii venkovských obcí, obvod Grein, Pregarten, Mauthausen a Perg. Zemský sněm 23. února 1867 zvolil i do Říšské rady.